# Климовка (Самарская область)
Климовка — село Шигонского района Самарской области, сельского поселения Тайдаково.

## География
Село Климовка расположено на правом берегу Волги (Куйбышевского водохранилища) между селами Новодевичье и Усолье. Старинное волжское село. Живописное место на берегу водохранилища. До заполнения водохранилища рядом с Климовкой находилась деревня «Благодатная». Сейчас на её месте залив водохранилища (см. фрагмент карты 1859 года с деревнями Климовка и Благодатная).

### Улицы села
Набережная улица, Новая улица, Почтовая улица, улица Специалистов, улица Ленина
- План села на геопортале
- Климовка, Берег Волги
- Климовка, Ленина ул дом 2
- Климовка
- Климовка со стороны залива

### Дороги
Климовка по сути является тупиковым населённым пунктом, если направляться автомобильным транспортом, и промежуточным если водным транспортом.
До 1998 года в Климовке постоянно находилась пристань, но в связи с экономическими трудностями и высокими ценами на билеты, пристань решено было убрать. А до 1995 года через Климовку ходили быстроходные суда типа «МЕТЕОР», в Ульяновскую область и Татарстан. На данный момент (2009 г.) в Климовку можно добраться из Тольятти на тихоходном водном транспорте типа «ОМ». Дороги в селе, не считая главной улицы Ленина и улицы Новая — грунтовые, без покрытия.
Осенью 2012 года было объявлено о планах строительства автодорожного моста через Волгу длиной около 3,5 км.
Строительство мостового перехода через реку Волга в рамках обхода города Тольятти в составе международного транспортного маршрута «Европа — Западный Китай» началось в 2019 году. 26 февраля 2024 года завершена надвижка полотна моста, берега соединены пролетами.

## Палеонтология
В 2016 году Р. А. Гунчин обнаружил в окрестностях села ископаемый зуб акулы птиходуса (Ptychodus) в отложениях сантонского яруса мелового периода.

## История
В Климовке находился крупный колхоз-миллионер «40 лет октября» славился постоянно высокими надоями молока. Поголовье скота было более 300 голов крупного рогатого скота и около 200 свиней. Работала крупная лесопилка. В Селе находился дом культуры, школа 3-х летка, детский сад, которые на данный момент (2013 г.) не функционируют. В 80-х годах был построен небольшой коттеджный посёлок для приезжих колхозников и беженцев. Дома были со всеми удобствами, включая центральную канализацию. Коренных жителей с каждым годом становится всё меньше.

## История церкви
Храм во имя святых бессребреников и чудотворцев Космы и Дамиана.
Всё, что известно об этой церкви, — что была она деревянной, с небольшим куполом, с невысокой колокольней, на которой висело четыре небольших колокола. Стояла она на берегу Волги над обрывом. Теперь то место уже сползло в Жигулёвское море.